# し尿処理施設
し尿処理施設（屎尿処理施設、しにょうしょりしせつ）とは、屎尿および浄化槽汚泥等を処理し、公共用水域へ放流するための施設のことで、廃棄物処理法に定める一般廃棄物処理施設として、糞尿、汚泥（ディスポーザー排水処理設備により発生する汚泥を含む）を処理の対象とし、市町村や行政組合などが設置、管理する。「屎」が常用漢字に含まれていないため、このような表記となっている。
水質汚濁防止法の特定施設であり、その場合は501人（特定地域においては、201人）以上のし尿浄化槽が含まれる。また、ある程度の処理（下水道放流基準に適合する水質）を行ったのち、下水道へ排除（放流）しているケースもある。し尿処理施設をリニューアルするなどで整備が始まった汚泥再生処理センターでは、その他の有機廃棄物も対象に含める。
日本独特の施設で、少なくとも1945年（昭和20年）まで他国には無かったという。

## 概要
家庭や事業場などから発生する屎尿や、浄化槽等の清掃により発生する汚泥は、バキュームカーなどでし尿処理施設へ搬入される。屎尿は窒素を多く含み、通常の活性汚泥処理だけではその除去が困難である。このため、生物学的窒素除去法を取り入れ、高濃度の有機廃液を効率よく処理するための設備が必要とされ、建設が進められた。
施設内では悪臭が発生するため、高濃度、中濃度、低濃度、極低濃度と細かく区分し、各々適した処理方式で脱臭され周辺環境に影響しないよう、特に配慮されている。
処理を終えた水は基本的に無害化されているが、ヒトの胆汁に由来する難分解性の色素で黄色から茶色に着色している。これが視覚的に不快感を与える事を防ぐため、主にオゾンによる酸化分解と活性炭吸着により、透明な状態まで処理する。処理水には塩分がやや多く含まれているため、井戸水や河川水、工業用水などで希釈して河川などに放流する。
下水道の普及に伴い、全国的に屎尿の発生量は減少し続けているが、地域によっては横這いまたは増加しているケースもある（例えば、建設現場やイベント会場に設置される仮設トイレから）。
また、合併処理浄化槽の普及により、浄化槽から発生する余剰汚泥が増加しているが、性状が不安定で油脂分を多く含むこれらの処理は、屎尿のそれよりさらに困難である。ロンドン条約の96年議定書を受けた法改正により、2007年2月から海洋投棄が全面禁止され、一時的かつ急激な増加が懸念されている。

## 歴史
江戸期の日本では屎尿は貴重な肥料（下肥）として高値で取り引きされ、現代でいう有機廃棄物のリサイクルが完成していた。仏教伝来とともに広まった、東アジア特有の文化だという。
明治期もこの傾向は続き、1900年（明治33年）にコレラなど伝染病予防のための公衆衛生強化を目的に公布された汚物掃除法において、地方行政が処分義務を負う汚物として「塵芥汚泥汚水及屎尿」が指定された際も、屎尿だけは住民にその処分（有価物としての売却）が任されていた。
しかし、大正期に入ると経済成長が労賃高騰を招き、農村還元（都市部で発生した屎尿を農地へ運搬・施肥する）が経済的に引き合わなくなって行った。さらに即効性が高く施肥も効率的な硫安（化学肥料）が食糧増産への国策として奨励された事もあり、ついにサイクルは崩れ、大正期半ば以降は収集料を住民が負担し、屎尿収集とその処理を地方行政が担う現代の姿となった
同じ頃、下水道でも屎尿をマンホール投入により受け入れ始めている。しかし当時の下水処理場設計能力は汚水排除までで、やがて海洋投棄が主流となっていった。

## 年表
- 1914年（大正3年） 第一次世界大戦が勃発、やがて国内は空前の好景気に見舞われる。
- 1918年（大正7年） 東京市で神田衛生同業組合が、全国で初めて料金徴収の許可を得る
- 1921年（大正10年） 東京市が、浅草区内の3ヶ所（内南元町、栄久町、松清町）に、臨時屎尿投棄所を設ける
- 昭和初期 日本最初の屎尿処理施設 京都市十条処分場（現在の吉祥院水環境保全センター付近か？）
- 1932年（昭和7年） 東京市が海洋投棄を開始
- 1933年（昭和8年） 東京市綾瀬作業所が、現在の小菅水再生センターの場所に竣工。促進汚泥法（活性汚泥法） 180kL/日
- 昭和10年代 農村還元と海洋投棄が主流で、ごく一部で建設が進められたが、戦況悪化で行き詰まる
- 昭和20年代 敗戦による経済疲弊から一時的に肥料としての需要が高まるが、復興に伴い次第に衰える
- 1952年（昭和27年） 東京都砂町屎尿消化槽竣工 嫌気性消化法 1800kL/日（1959年には2700kL/日へ増設）
- 1953年（昭和28年） 施設整備が、国庫補助事業で開始される（当時は嫌気性消化法のみ）
- 1954年（昭和29年） 清掃法の制定
- 1956年（昭和31年） し尿処理基本対策要綱が5ヶ年計画で開始。海洋投入廃止と総水洗化を目標に、下水道、浄化槽、コミプラ、及びし尿処理施設の整備を進める
- 1956年（昭和31年） 化学処理方式の施設が竣工
- 1959年（昭和34年） 好気性消化処理方式の施設が竣工
- 1963年（昭和38年） 生活環境施設整備5箇年計画が開始
- 昭和40年代 構造基準の規定により、単独処理浄化槽による水洗化が急速に普及。しかし、生活排水による水質汚濁がむしろ拡大した
- 1966年（昭和41年） コミプラが国庫補助事業となる
- 1967年（昭和42年） し尿処理およびごみ処理施設整備5箇年計画が開始
- 1968年（昭和43年） 湿式酸化処理方式の施設が竣工
- 1970年（昭和45年） 水質汚濁防止法、廃棄物の処理及び清掃に関する法律が制定され、COD総量規制への対応として高度処理の普及がはじまる
- 1976年（昭和51年） 生物学的脱窒素処理方式の施設が竣工
- 1978年（昭和53年） 高負荷処理方式の施設が竣工
- 1979年（昭和54年） 低希釈二段活性汚泥法（標準脱窒素処理方式）が構造指針に規定
- 昭和50年代後半 合併処理浄化槽が普及し始める
- 1983年（昭和58年） 浄化槽法の制定（施行　昭和60年）
- 1988年（昭和63年） 膜分離高負荷脱窒素処理方式の施設が竣工、高負荷脱窒素処理方式が構造指針に規定
- 1988年（昭和63年）　小型合併浄化槽の構造基準が、「屎尿浄化槽構造基準」に、追加される
- 1996年（平成 8年） 浄化槽汚泥対応型膜分離高負荷脱窒素処理方式が実用化
- 1997年（平成 9年） 有機性廃棄物全体に対象を広げた、汚泥再生処理センターが規定される
- 1998年（平成10年） 従来型のし尿処理施設が、国庫補助の対象外となる
- 2000年（平成12年） メタン発酵を組み込んだ汚泥再生処理センターが稼働
- 2001年（平成13年） 単独浄化槽の新設が禁止される
- 2007年（平成19年） 屎尿や汚泥の海洋投棄が、全面禁止となる

## 処理方式
処理施設の構成は、「受入・貯留設備」「除渣」「主処理」「高度処理設備」「消毒設備」「放流設備」および「汚泥処理設備」のようになっており、このうち中核となる主処理の処理方式によって、施設全体の設計が変わってくる。
なお、処理量の単位としてkL（キロリットル）が使われるが、これはm3（立方メートル）と同じと見なして良い。

### 生物学的脱窒素
生物脱窒とも。活性汚泥法の一種で、BODだけでなく窒素を処理することも主目的とする処理法。多種の技術があるが、基本は同じである。
ごく大まかに言うと、硝化工程でアンモニアを酸化して硝酸をつくり、脱窒工程でこの硝酸を使って有機物（BOD成分）を酸化分解するものである。これにより、BODと窒素を同時かつ効率的に除去することができる。
設備の配置は、脱窒槽（無酸素）－硝化槽（好気）－二次脱窒槽（無酸素）－再曝気槽（好気）－沈殿槽、のようになり、硝化槽から脱窒槽には循環液（硝化液）を大量に返すため、大型のポンプが使用される。
今日では下水道の高度処理をはじめ、浄化槽や民間排水でも広く利用されている生物学的脱窒素の技術は、屎尿処理の分野でまず実用化され、その後も改良を重ねてここまで完成されたのである。
- 標準脱窒素処理方式：通称、標準脱窒。当初は二段活性汚泥法（低希釈法）と呼ばれ好気性処理法として開発された。5～10倍程度に希釈し、MLSSは6000程度で運転し、原則として加温はしない。

硝化液循環法、ステップ脱窒素法、混合分解法などにわかれる。現在では浄化槽汚泥の増加に対応した運転管理により、希釈率は下げられる傾向にある。
- 高負荷脱窒素処理方式（高負荷）：ほぼ無希釈でMLSSは12000～20000と高く取り、25～38℃に加温する。これにより、小さな水槽で処理しようとする方式で、施設ごとの特徴が強い。また、沈殿槽だけでは固液分離が不十分なので、さらに凝集分離を行っている。
  - 複数槽形式：標準脱窒とほぼ同じ設備配置で、溶存酸素濃度を調整することで効率を上げている
  - 単一槽形式：1つの槽内に溶存酸素濃度の濃淡分布をつくり、あるいは時間を区切って投入や曝気を行うなどして、脱窒と硝化を行わせる
  - 単一槽に後段を追加した形式：両者の折衷形。

- 膜分離脱窒素処理方式（高負荷膜）：主処理は高負荷法と同じだが、固液分離に膜ろ過装置を使用する。膜としては精密ろ過膜、限外ろ過膜が多い。

沈殿槽に代えて膜分離原水槽と生物処理膜分離装置をおき、そのろ液を凝集処理し、凝集処理膜分離装置で処理する。膜分離により安定した処理が可能で、病原体（特に微小病原体）を除去する能力も高い。ただし、沈殿槽などに比べると膜分離装置は管理にコストを要する。
- 浄化槽汚泥対応型脱窒素処理方式：浄化槽汚泥は、すでに脱窒素処理が行われているため、屎尿とは性状が異なり、またばらつきが激しい。そのままでは主処理のプロセスに支障を来すため、生物処理に先立って前凝集分離を行い性状を安定させる。

前凝集分離には、脱水分離方式、脱水・膜分離方式、濃縮分離（機械分離と重力沈降）方式があり、浄化槽汚泥を直接脱水する場合は直脱と呼ばれる。
浄化槽汚泥は既に安定化しているため、固液分離して汚泥として処分し、ろ液のみ水処理する（とは言っても性状の変化が大きい浄化槽汚泥を安定して脱水することは、容易ではない）ろ液はSS成分が少ないので、生物固定床や生物脱リンなどの処理方式を適用することもできる。

### その他の処理
現役で稼働している古い処理法による施設では、何らかの改造を行っている場合が多い。
- 嫌気性消化(Anaerobic digestion)：嫌気性消化槽によりメタン発酵を行い、処理水を活性汚泥法（当初は散水ろ床法）で処理する。昭和30年代に普及した。窒素除去で劣るが、燃料が得られ汚泥性状も安定し肥料に適す事から、現在でも稼働している。公害問題が激化する中、遠くからでも目立つ消化槽が屎尿を連想させることが「視覚公害」呼ばわりされたという。
- 好気性消化 (Aerobic digestion)：長時間曝気により酸化分解し、さらに活性汚泥法で処理する。滞留日数は10日間とかなり長く取る。昭和40年代に普及した。施設が小さく臭気対策も容易だったが、曝気の電力費が最も高く、窒素の除去率も低い。また好気消化の汚泥は、当時普及しはじめた高分子凝集剤を使わないと脱水困難だった。
- 湿式酸化：水中燃焼法とも呼ばれる。高温高圧（7.8MPa、250℃）条件で空気中の酸素と反応させ、有機物を分解する。やはり後段に活性汚泥設備をおく。下水汚泥向けにアメリカで開発された処理法で、昭和40年代から50年代にかけて建設され施設は最も小さく効率が良かったが、運転の難易度が高くあまり普及しなかった。
- 希釈曝気：一段活性汚泥法処理方式とも。屎尿を大量の水で希釈（20倍以上）し、通常の活性汚泥処理を行う。最初期のし尿処理施設はこの方法によっていた。間欠曝気の場合はある程度の窒素除去が可能。
- 浄化槽汚泥専用処理方式：浄化槽汚泥対応型脱窒素処理方式と同様に、浄化槽汚泥を凝集沈殿処理して固液分離したのち、活性汚泥法で処理する。窒素除去の必要がない前提で適用される（浄化槽が正しく運転されていれば、窒素は除去されるはずなので）が、ろ液を屎尿の主処理へ合流または下水道投入するなど、もし窒素濃度が高くても対応可能に設計するのが普通である。

### コミュニティプラント
管渠によって屎尿と生活排水を集合処理する施設。設備、処理方式とも下水道に類似するが、あくまでもし尿処理施設の一種として、廃棄物処理法で規定されている。計画処理人口が101人以上3万人未満については、国庫補助の対象。
処理方式として、接触曝気、回転板接触、回分式活性汚泥、長時間曝気、標準活性汚泥、膜、生物学的脱窒素がある。
- 背景

設計手法も設備の構造も、小規模下水道や農集とほとんど変わらない。昭和40年ごろ、急速なニュータウンの発達で団地が急増し、水洗便所への需要が高まった。しかし建設省所轄の下水道整備は追いつかず、また屎尿といっても水洗便所から管渠で収集するため水で薄まり、し尿処理施設への運搬収集も非効率だった。これを解決するための施策が、厚生省の地域し尿処理施設整備事業により市町村が設置・管理するコミュニティプラントであった。その後類似の施設として、農林水産省所轄の農業集落排水処理施設の整備・普及したが、団地は農村ではないため、国庫補助の対象にならないためコミュニティプラントが設置されている。

## 高度処理
さらに高度に水を処理する。下水道と異なり脱窒は主処理で行われるため、含まない。
- 凝集分離：無機及び高分子凝集剤により、沈殿または浮上分離を行う。脱リンも行われる。
- オゾン酸化：オゾンにより、色度成分や生物分解しきれなかった残留有機物（COD成分）を分解する。
- 砂ろ過：ろ砂によるろ過を行い、微細な粒子も除去する。
- 活性炭吸着：色度成分や残留有機物をさらに吸着除去する。

一部の施設では、さらに高度な処理を行う場合がある。
- 脱塩：逆浸透膜などにより、食塩などの塩分を除去する。
- 蒸留：処理水を蒸留して、全ての溶解成分を除去する。
- 蒸発：放流水そのものを出さないために、加熱して空気中に蒸散させる

## その他の工程
屎尿は高濃度の有機廃液であるため、水処理工程以外にも重要なプロセスがある。

### 前処理
収集された屎尿や浄化槽汚泥には各種の異物が混入しているほか、濃度や成分にばらつきがある。これらを主処理に支障のない状態に整える工程。
- 受入沈砂：搬入された屎尿と浄化槽汚泥を分けて受入槽に投入し、土砂や石、金属片など後段の破砕機を傷める異物を、沈降除去する。

- 破砕除渣：破砕機で夾雑物を細かく砕き、ドラムスクリーン等で取り除く。取り除いた夾雑物（し渣）はスクリュープレスなどで脱水圧縮し、ごみ焼却施設などへ送る。

貯留：特に浄化槽汚泥は、できるだけ大量に貯留し混合することで、主処理の微生物に有害な物質の希釈を図る。
投入：主処理の生物反応槽の状態や、受入状況をもとに、有機物負荷、窒素負荷がなるべく均等になるように、投入ポンプの設定を調整する。

### 消毒
し尿処理施設の整備は、公衆衛生の一環として病原体による感染リスクを低減する事が主目的であった。歴史的には特に寄生虫卵の殺滅が重視され、加熱消毒が行われた時期もある。
現代のし尿処理施設では、高度処理によって消毒前にほぼ全ての病原体は除去されているため、消毒工程は仕上げの意味合いが強い。時には消毒のみで放流しなければならない下水道とは、その点で異なる。
- 塩素消毒：液体塩素や次亜塩素酸塩による殺菌

- 紫外線照射：UV-C（波長100～280nm域）による細胞のDNA不活化処理

- オゾン処理：高度処理のオゾンが利用できる

### 脱臭
し尿処理施設で発生する悪臭物質には、硫化水素、アンモニアやメルカプタン類、有機酸・脂肪酸などがあり、有機物・無機物、酸・アルカリ、その他の化学的性質は多様である。処理方式としては、燃焼法、化学的、物理的、生物的手法がある。
- 高濃度：屎尿受入槽ほか、主に処理前の屎尿等から発生する。燃焼法単独、または生物分解－薬液洗浄－活性炭吸着といった多段階処理が適用される。ある程度濃度が落ちたところで、中濃度と合流させることが多い。
- 中濃度：硝化槽、脱窒槽など主処理の工程では水中に空気を送り込むため、濃度がやや薄いかわり大量に処理する必要がある。主流は薬液洗浄－活性炭吸着。低濃度と合流させたり、最初から中・低濃度として一括処理する事が多い。
- 低濃度：開口部蓋の隙間などから処理装置周辺に少量の中濃度臭気が漏れてくるため、これを吸引して活性炭吸着で処理する。
- 極低濃度：建設当初は田畑の真ん中だったものが、今や住宅地に変貌しているなどというケースは少なくない。その様な施設では、特に臭気を感じなくても施設内の換気は全て活性炭を通じて排気していることがある。

## 汚泥処理
し尿処理施設からの汚泥は一般廃棄物である上、下水汚泥より脱水が容易でしかも有害物質を含むリスクが低いため、緑農地利用がしやすかった。しかし浄化槽汚泥の増加により、この優位性は揺らぎつつある。
- 濃縮：
- 脱水：
- 乾燥：
- 焼却：
- 堆肥化：